# Kodi (République centrafricaine)
Pour les articles homonymes, voir Kodi.
Kodi est une  commune rurale de la préfecture de Ouham-Pendé, en République centrafricaine. Elle est traversée par la rivière Lim (affluent du Logone) qui la draine du sud-ouest vers le nord-est.

## Géographie
La commune de Kodi s’étend au nord-ouest de la préfecture de l’Ouham-Pendé. Située sur la rive droite de la rivière Mbéré qui constitue la frontière avec le Cameroun, elle est limitrophe du Tchad au nord. La plupart des villages sont localisés sur les axes Bocaranga-Bang-Kanang (Tchad) et Bang-Mbéréwock. 
|         | Tchad | Lim       |
| Touboro | Kodi  | Dilouki   |
| Mbili   | Koui  | Bocaranga |

## Villages
Les villages principaux sont : Mann, Boko, Mbéréwock, Bong, Mbéréguili, Dongué, Kellé Clair 1.
La commune compte 54 villages en zone rurale recensés en 2003 : Bac-Lim, Bang, Belba, Bezere, Bezere Musulman, Bildara, Bildare 1, Bildare 2, Biltaou, Bilzome, Boko, Bong, Borodoul-Centre, Borodoul-Musulman, Doko, Doko Musulman, Dongue, Himyan, Kelle 1, Kelle 2, Kore, Koro, Kosse Centre, Kounang, Koungo, Lara, Mann 1, Mann-Gala, Mann-Sourou, Mbéré, Mbéré Wock Centre, Mbéréguili, Mbéré-Pont, Mberewock 2, Mbikoni, Mbinaye, Ndanga 2, Ndanga Centre, Ndemi, Ngaro 2, Ngarou, Ngbama 1, Ngbama 2, Nzoro Mboum, Nzoumyan, Passara 1, Passara 2, Sangbaye, Saoulari, Takpen, Tao, Vouya, Zoli, Zoum.

## Éducation
La commune compte 10 écoles publiques : à Mbéré, Ndanga, Mann, Bac-Lim, Gbama, Mbéréguili, Kossé, Kellé Clair, Borodoul et Boko; et une école privée à Mann.

## Santé
La commune située dans la région sanitaire n°3 dispose d’un centre de santé à Mann et de 8 postes de santé à Gami, Mbinayé, Mbéréwock, Gbama, Ndoko, Borodoul, Kellé Clair et Mbéréguili.